# INRI

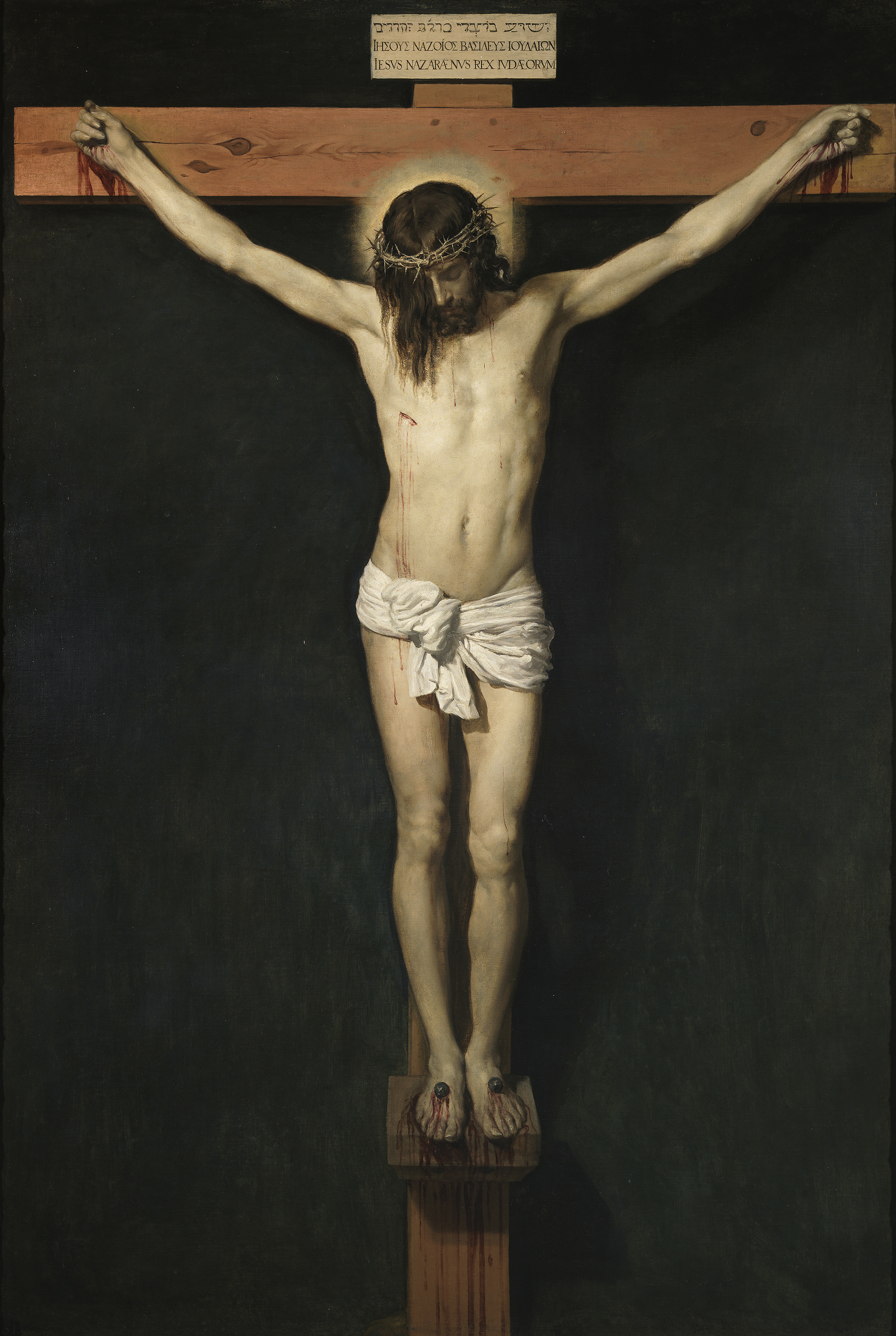
『キリストの磔刑』（ディエゴ・ベラスケス画）
キリストの頭上にある罪状書きには「ユダヤ人の王 ナザレのイエス」とヘブライ語・ラテン語・ギリシア語で書かれている

INRI は、イエス・キリストの磔刑においてその十字架の上に掲げられた罪状書きの頭字語（ラテン語：IESVS NAZARENVS REX IVDAEORVM）である。日本語では「ユダヤ人の王、ナザレのイエス」と訳される。

## 概要
新約聖書の四福音書によると、イエスは十字架につけられた時に彼は「ユダヤ人の王」（つまりローマ帝国に対する反逆者）であるという旨の罪状書き（銘板）がその十字架に掛けられた。福音書ごとに表現は少しずつ異なるが、「ユダヤ人の王」という言葉は共通している。
- マタイによる福音書（27:37）：「これはユダヤ人の王イエスである」（希語：Οὗτός ἐστιν Ἰησοῦς ὁ βασιλεῦς τῶν Ἰουδαίων）
- マルコによる福音書（15:26）：「ユダヤ人の王」（希語： Ὁ βασιλεὺς τῶν Ἰουδαίων）
- ルカによる福音書（23:38）：「これはユダヤ人の王」（希語： Ὁ βασιλεὺς τῶν Ἰουδαίων οὗτος）
- ヨハネによる福音書（19:19）：「ユダヤ人の王、ナザレのイエス」（希語： Ἰησοῦς ὁ Ναζωραῖος ὁ βασιλεὺς τῶν Ἰουδαίων）

外典福音書とされる『ペトロによる福音書』（2世紀前半成立）では、イエスの罪状書きに書いてある文は「これはイスラエルの王である」（希語： Οὗτός ἐστιν ὁ βασιλεὺς τού Ἰσραήλ）とされている。
『ヨハネによる福音書』（19:19–20）ではイエスの罪状書きがその十字架に掲げられた経緯は次のように説明されている。
ピラトは罪状書きを書いて、十字架の上に掛けた。それには「ナザレのイエス、ユダヤ人の王」と書いてあった。イエスが十字架につけられた場所は都に近かったので、多くのユダヤ人がその罪状書きを読んだ。それは、ヘブライ語、ラテン語、ギリシア語で書かれていた。

ユダヤ人の祭司長たちがピラトに、「『ユダヤ人の王』と書かず、『この男は「ユダヤ人の王」と自称した』と書いてください」と言った。 しかし、ピラトは、「わたしが書いたものは、書いたままにしておけ」と答えた。 
ローマ式十字架刑は政治的秩序を乱す人たち（奴隷や反逆者など）に科せられた処刑方法であり、反逆を企てるほかの者に思い知らせるために十字架上に受刑者の名前と犯した罪が書かれた看板が掲示されることもあった。史的イエスはローマへの反逆罪で処刑されたことは歴史学者達によって一般に認められている。

### 「ユダヤ人の王」という称号

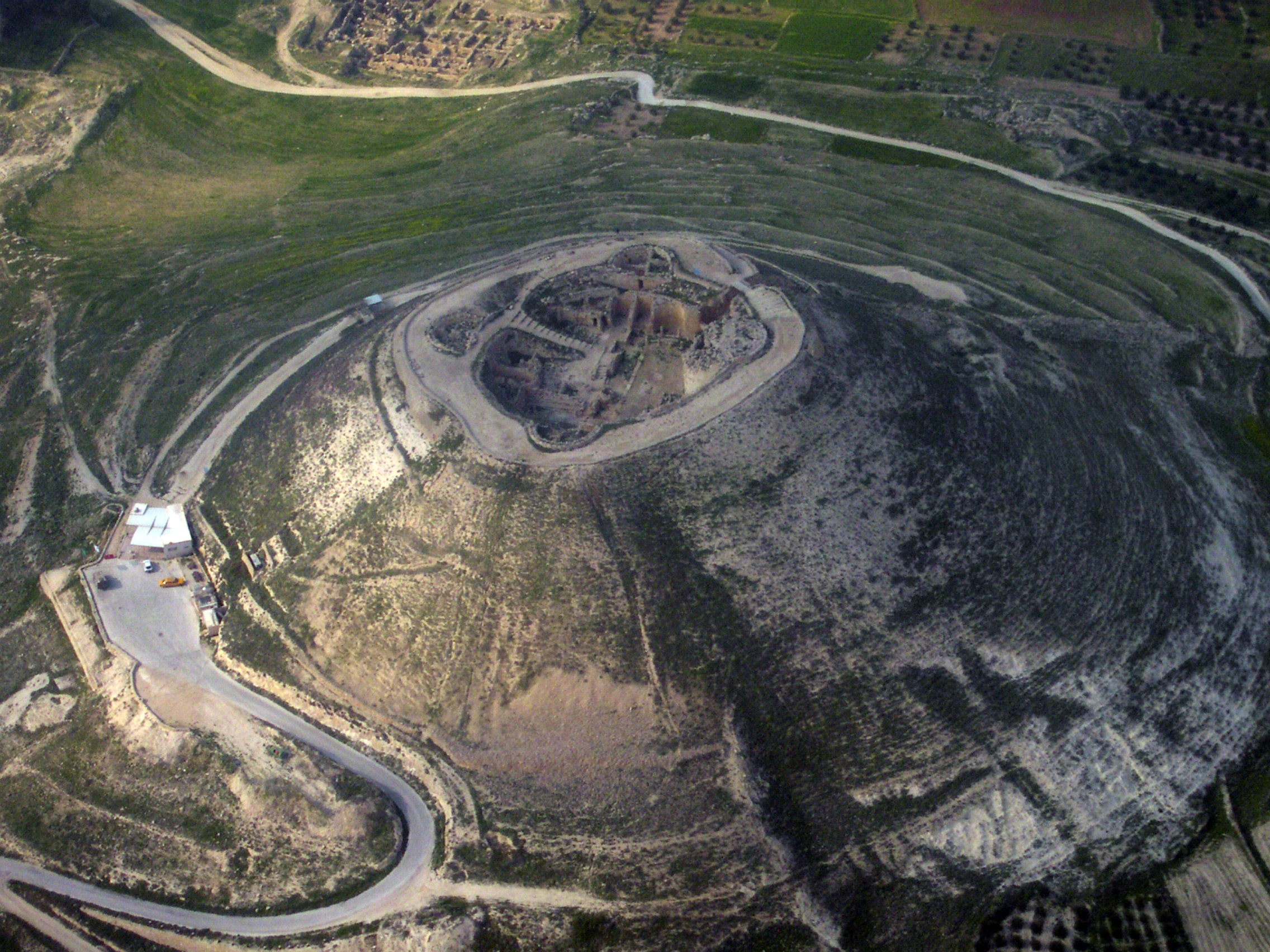
ヘロデ大王の要塞都市ヘロディオン（エルサレムから南に約13km）

「ユダヤ人の王」は元々、イドマヤ人のヘロデ大王が紀元前37年にローマ元老院によって与えられた君主号である。実際に、マサダでは「ユダヤ人の王ヘロデのために」（羅語：Regi Herodi Iudaico）と書かれたアンフォラが発見されている。ヘロデの死後、その息子たち（アルケラオス、アンティパス、フィリポス）は王位を継ごうとしたが、誰もがローマに「王」としては認められず、ヘロデの領地の一部を統治する「領主」として認定されたのみである。（『マルコによる福音書』はアンティパスを「ヘロデ王」と呼ぶが、これは慣用的呼称であると考えられている。実際にはアンティパスが39年に追放されたきっかけの一つは王の称号を嘆願したことである。）

### ユダヤ人の王イエス

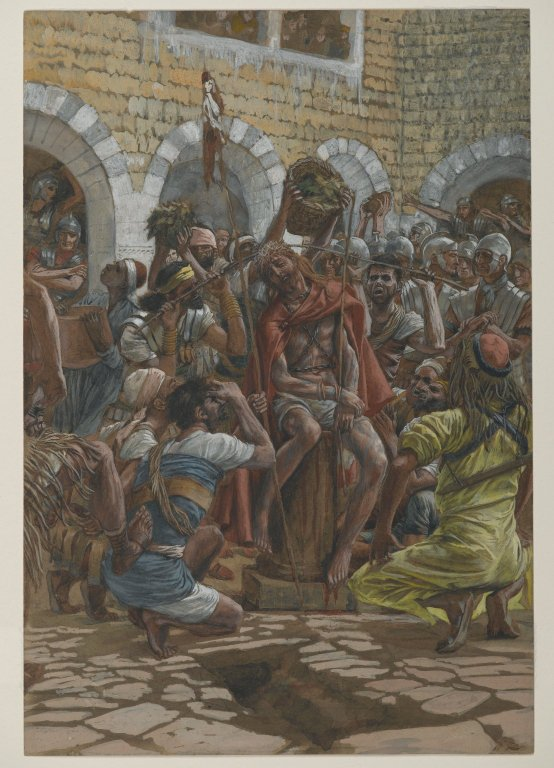
「ユダヤ人の王」としてローマ兵に侮辱されるイエス

福音書においては「ユダヤ人の王」はユダヤ人ではない（異邦人）登場人物がイエスに対して使用する称号である。
- 『マタイによる福音書』（2:1–8）では、イエスがベツレヘムに生まれた際に、東から来た「占星術の学者たち」（東方の三博士）は「ユダヤ人の王としてお生まれになった方は、どこにおられますか」と尋ねる。ヘロデ大王はこれを聞いてイエスを危険視し、後にベツレヘムでの幼児虐殺を命じる。
- 祭司らからなる最高法院（サンヘドリン）によって逮捕されたイエスがユダヤ属州総督ピラトに渡された時、ピラトはイエスを「お前はユダヤ人の王なのか」と問い詰める。『マタイ』『マルコ』『ルカ』の3つの福音書では、イエスがこの質問に対して「それはあなたが言っていることです」と曖昧な答えをし、ピラトにふたたび質問されるも2度と口を開かなかったと描かれている。一方で、『ヨハネによる福音書』ではイエスが「私の王国はこの世には属していない」（「この世のものではない」とも）と主張し、これについてピラトと対話をする（18:33–38）。
- イエスがローマ兵たちに鞭打ちされた後、荊冠（荊で編んだ冠）を被らされた。すると兵士たちはふざけて「ユダヤ人の王、万歳」と歓呼して、彼に暴行を加えた。『マタイ』（27:27–31）・『マルコによる福音書』（15:16–20）ではこれがイエスが死刑の判決を受けた後に起こった出来事となっているが、『ヨハネによる福音書』（19:1–3）ではイエスが鞭打ちの刑を受けるのは裁判の最中であり、イエスを殺さずに済むためのピラトの策略として描かれている。ピラトがこの後に荊冠を被ったイエスの姿を群衆に見せて「この人を見よ」と宣言するが、それにも関わらず群衆がイエスの処刑を要求する（19:4–6）。

一方で『ルカによる福音書』ではイエスがローマ兵に侮辱される場面はなく、代わりにピラトがイエスをエルサレムに滞在中であったアンティパスに渡すと、アンティパスがイエスを嘲笑して派手な着物を着せてピラトに送り返したという記事がある（23:4–12）。また、ピラトは「死刑に当たる犯罪は見つからなかったから、鞭で懲らしめて釈放しよう」と群衆に言うが（23:16, 22）、他の福音書と違ってイエスが処刑前に鞭打ちされたと明示されていない。（ただし、イエスが鞭で打たれることを予言する場面（18:31–33）がある。）

## 美術における「INRI」

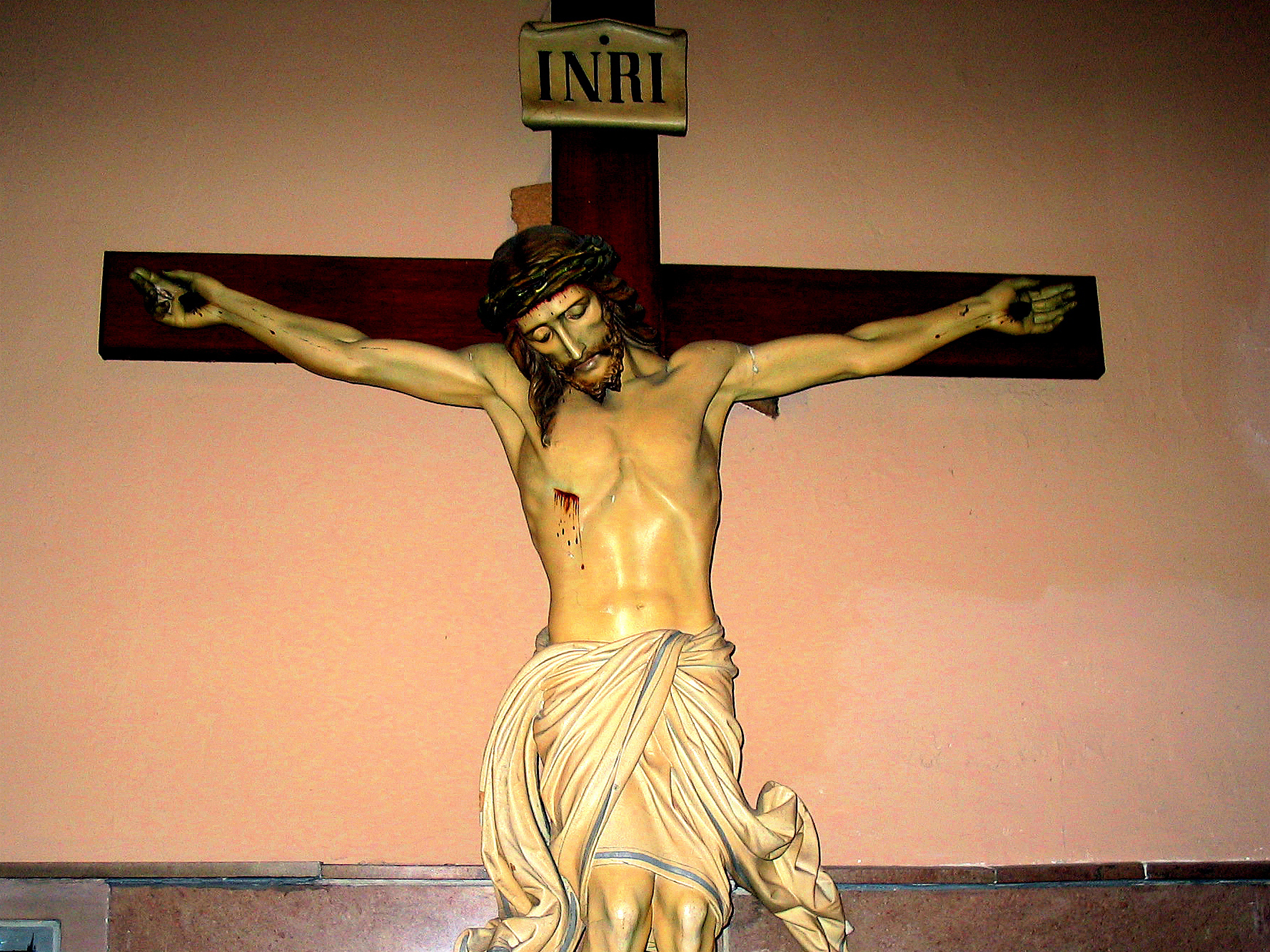
「INRI」と書かれた紙が十字架に張ってある磔刑像

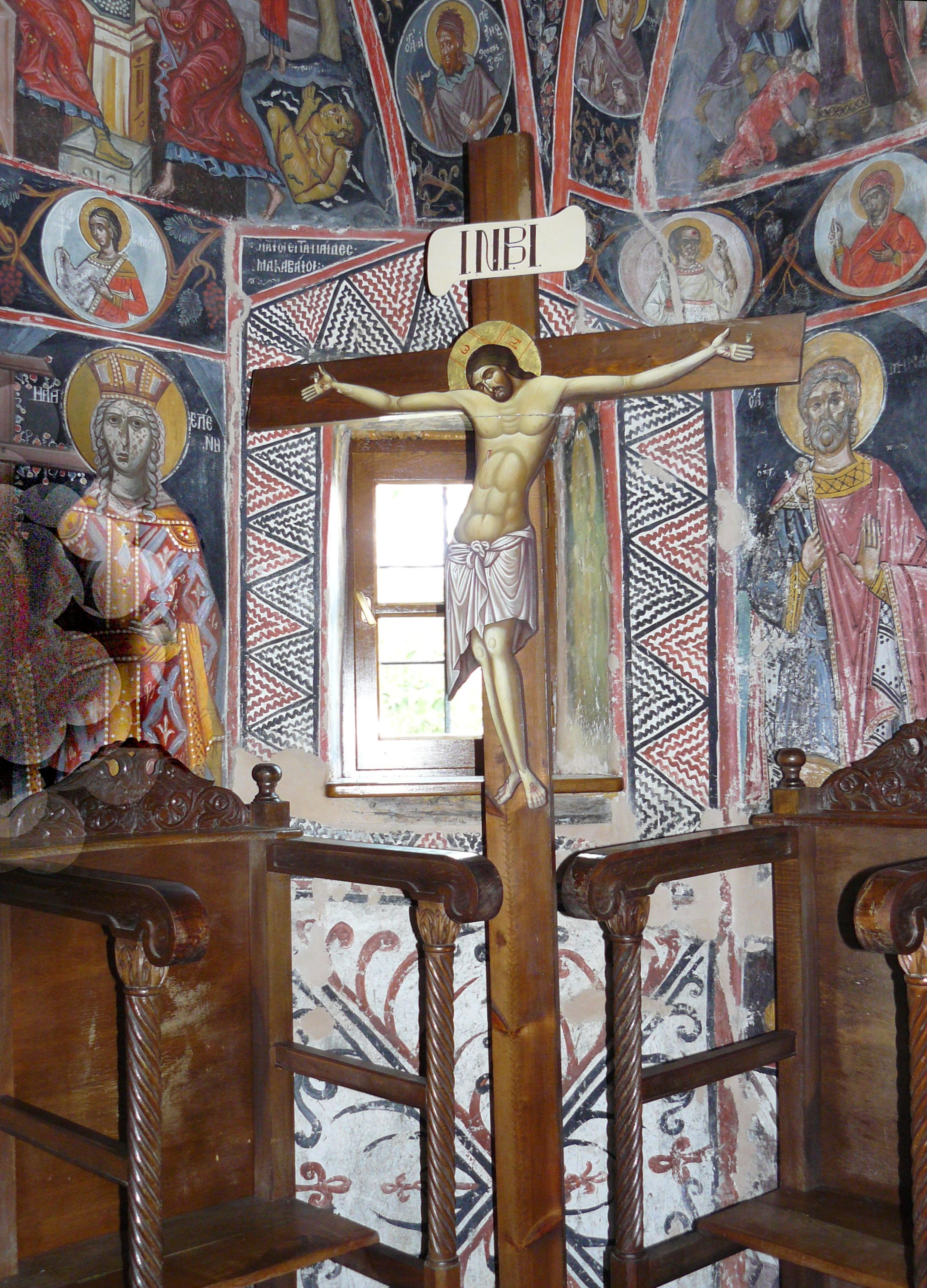
「INBI」が書かれた十字架（メテオラ、アギア・トリアダ修道院）

イエス・キリストの磔刑を題材にした絵画や彫刻においては、イエスの頭の上に「INRI」が記された札または銘板（羅語：titulus）が描かれるのが普通である。絵画や彫刻によっては、「INRI」の文字が直接十字架に彫られていたり、イエスの頭上に「INRI」が現れているような場合もある。
西欧におけるルネサンス美術では主に、ヘブライ語とギリシア語の句を省いてラテン語の文のみが描かれており、更にINRIと略されていることが多い。しかし、反宗教改革の時代では、カトリック教会の改革が進む中で、磔刑画の中で3ヶ国語を省略せずに描いているものもある。

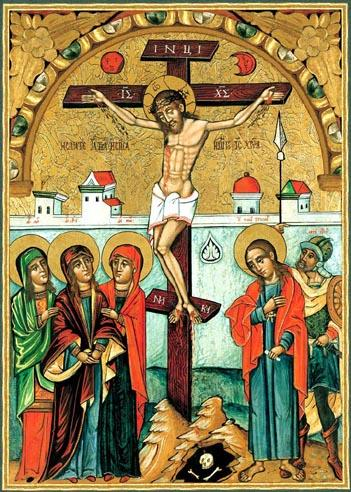
「ІНЦІ」が書かれているイコン。イエスの頭の両端と踏み台部分には「ΙΣ XΣ ΝΙΚΑ」（「イエス・キリスト 勝利す」の意）が書かれている

正教会のうちいくつかの教会は、ギリシア語の句（Ἰησοῦς ὁ Ναζωραῖος ὁ Bασιλεὺς τῶν Ἰουδαίων）の頭文字「INBI」を使用している。また福音書に見られる罪状書きではなく、そう書かれるべきであったという意味で「ὁ Bασιλεὺς τοῦ κόσμου」（世界の王）または「ὁ Bασιλεὺς τῆς Δόξης」（栄光の王）と書かれる場合もある。一方でラテン語の影響の大きいルーマニア正教会はラテン語あるいはルーマニア語（Iisus Nazarineanul Regele Iudeilor）に基づき「INRI」を用いている。
スラヴ系の正教会（ロシア正教会・ウクライナ正教会・ブルガリア正教会・セルビア正教会など）で広く用いられる八端十字架にはこの罪状書き部分が組み込まれているが、八端十字架には文字が書かれていないことも多い。罪状書きの文は教会スラヴ語では「І҆и҃съ назѡрѧни́нъ цр҃ь і҆ꙋде́йскїй」と訳されており、その頭文字は「ІНЦІ」である。
罪状書きのヘブライ語文を「ישוע הנצרי ומלך היהודים」（Yeshua` haNotzri u'Melech haYehudim「ナザレ人にしてユダヤ人の王イエス」、 IPA: [jeːʃuːɑʕ hɑnːɑʦeri meleχ hɑjːəhuðiːm]）と表現される場合もあるが、これは後世の再翻訳で、頭文字が神聖四文字（יהוה, YHWH）と同じになるように微妙にもじったものと思われる。そもそも『ヨハネによる福音書』に見られる「ヘブライ語」はヘブライ語ではなく当時のパレスチナ地域の共通語であるアラム語であった可能性は高いと考えられている。

## 聖罪状板

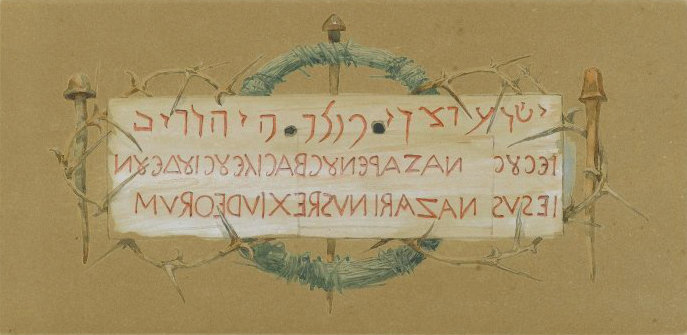
『十字架の銘板』（ジェームズ・ティソ画）
サンタ・クローチェ・イン・ジェルサレンメ聖堂にある聖罪状板に基づく

ローマにあるサンタ・クローチェ・イン・ジェルサレンメ聖堂にはイエスの十字架に掲示された罪状書きとされる木板の一部が現存しており、コンスタンティヌス1世の母・ヘレナが325年にこの教会を建てた際に納めた聖地（パレスチナ）よりもたらした聖遺物の一つと言われている。ギリシア・ラテン語部分の一部のみが現存し、しかもそれが鏡文字になっていることが特徴的である。
多くの学者はこの聖遺物をイエスの十字架に付けられた銘板そのものではなく、後世の偽物と見なしている。近年、ドイツ人ジャーナリストミヒャエル・ヘッセマンや聖書学者のカールステン・ペーター・ティーデはこの罪状板が本物であると主張したが、ほかの学者から批判を受けていた。2002年に放射性炭素年代測定法を用いた年代調査が行われた結果、この木板の推定制作時期は980年から1146年の間であるという結果が出た。
なお、4世紀末にエルサレムを訪れた修道女のエゲリアの『巡礼記』によると、罪状板（titulus）は当時、イエスが処刑され葬られた場所の上に建てられた聖墳墓教会にイエスの十字架の破片とともに奉安されていた。570年代に聖地へ巡礼の旅に出たピアチェンツァ出身の人が書いた巡礼記にもこの銘板が聖墳墓教会にあったと記述している。